# Sare
Sare település Franciaországban, Pyrénées-Atlantiques megyében. Lakosainak száma 2736 fő (2022. január 1.). Sare Ascain, Saint-Pée-sur-Nivelle, Urrugne, Baztan, Bera és Etxalar községekkel határos.

## Népesség
A település népessége az elmúlt években az alábbi módon változott:
| Lakosok száma | 2565 | 2627 | 2667 | 2651 | 2670 | 2688 | 2705 | 2720 | 2736 |
|               | 2013 | 2015 | 2016 | 2017 | 2018 | 2019 | 2020 | 2021 | 2022 |